# Haquin Spegel
Haquin Spegel, švedski luteranski nadškof, * 14. junij 1654, † 17. april 1714.